# دودمان لیو سونگ
دودمان سونگ، شناخته‌شده بهتر با نام دودمان لیو سونگ، (۴۲۰–۴۷۹؛ چینی ساده‌شده: 刘宋، چینی سنتی: 劉宋، پین‌یین: Liú Sòng؛ ویدجایلز: Liu Sung)، همچنین شناخته‌شده با نام سونگ پیشین، یا سونگ جنوبی، نخستین دودمان از چهار دودمان جنوبی در چین بود. دودمان لیو سونگ پس از دودمان جین و پیش از کی جنوبی حکومت کرد.